# Sigma Arietis
Sigma Arietis (σ Ari / σ Arietis) é uma estrela da constelação de Aries. É uma anã azul-branca da sequência principal e é da classe B.
A sua magnitude aparente é +5,52 e está localizada a aproximadamente 480 anos-luz da Terra.